# 2351 O'Higgins
2351 O'Higgins è un asteroide della fascia principale. Scoperto nel 1964, presenta un'orbita caratterizzata da un semiasse maggiore pari a 2,5304547 au e da un'eccentricità di 0,1843308, inclinata di 3,74348° rispetto all'eclittica.
L'asteroide è dedicato al generale cileno Bernardo O'Higgins.